# T-Bank
T-Bank (en ruso: Т-Банк), llamado anteriormente Tinkoff Bank (en ruso: Тинькофф банк) y Tinkoff Credit Systems (en ruso: Тинькофф Кредитные Системы, sigla TCS) es un banco comercial ruso con sede en Moscú. Fue fundado en 2006 por Oleg Tinkov  como un banco digital, sin sucursales ni sedes físicas, es decir, en la órbita de los llamados neobancos. Es el segundo mayor proveedor de tarjetas de crédito en Rusia, y es el banco digital más grande del mundo, según el número de clientes. En marzo de 2022, Tinkoff Bank fue excluido del sistema internacional de banca tras las sanciones impuestas a Rusia como consecuencia de la invasión de Ucrania.

## Historia
El empresario Oleg Tinkov fundó Tinkoff Credit Systems (TCS) en 2006, tras trabajar un tiempo como consultor del Boston Consulting Group. Tinkov invirtió alrededor de 70 millones de dólares en el banco y tuvo como modelo el estadounidense Capital One. 
Como primer paso, Tinkov se hizo con el banco corporativo Khimmashbank de Moscú. En 2007, el banco recibió inversiones de Goldman Sachs. En 2013, Tinkoff Bank se incluyó en el índice de la Bolsa de Londres, recaudando 1.100 millones de dólares, y en el mismo año, el banco fue destacado como Banco del Año por la revista The Banker, de Financial Times.
En 2013, un ruso llamado Dmitry Agarkov intentó demandar al banco por 24 millones de rublos (724.000 dólares); Agarkov había editado un acuerdo de tarjeta de crédito de 2008 con el banco, y sus ediciones habían sido aceptadas por el banco. La acción legal fue posteriormente retirada por ambas partes después de que se llegara a un acuerdo no revelado.
En 2015, el banco pasó a llamarse oficialmente Tinkoff Bank, y también fue nombrado el Mejor Banco Minorista de Internet en Rusia por la revista Global Finance.

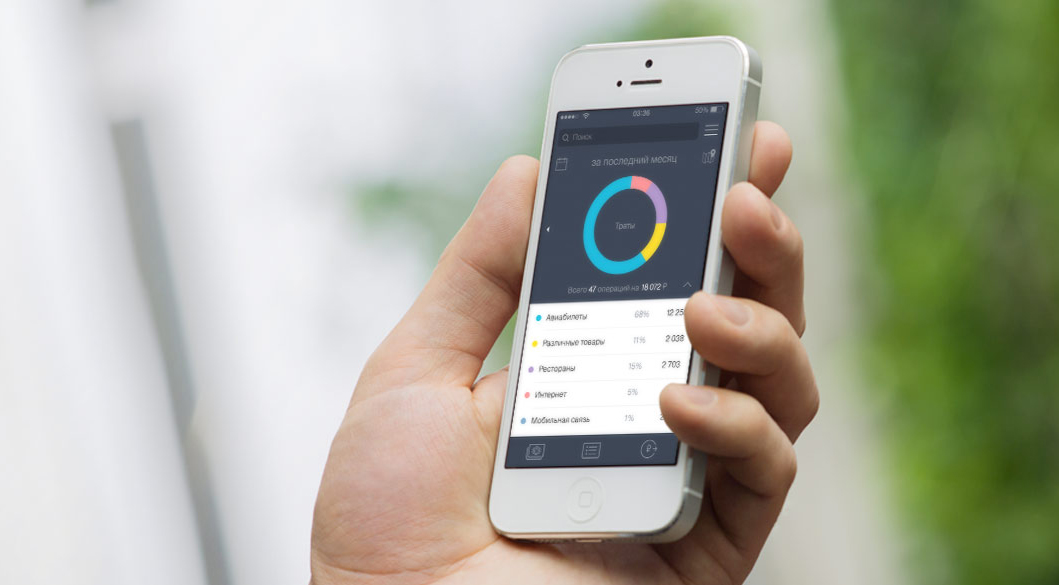
App de Tinkoff Bank en 2015

En diciembre de 2019, Tinkoff lanzó el primer cajero automático totalmente digital de Rusia. En ese 2019, Tinkoff anunció aumentos de ingresos del 33%. Hacia 2020 la app del banco pasó a incluir entradas de cine y reserva de hoteles, así como reservas de vacaciones a través de la filial del banco, Tinkoff Travel.
En marzo de 2020, las acciones del banco cayeron después de que Oleg Tinkov, que poseía una participación del 40% en el banco, fuera acusado por el Departamento de Justicia de Estados Unidos. También en 2020, el banco ayudó a financiar la startup alemana de banca móvil Vivid Money, con el apoyo de SolarisBank y Visa Inc..
Tras la venta de parte de la participación y la conversión del 35% restante en acciones ordinarias a principios de 2021, Oleg Tinkov dejó de ser el accionista mayoritario del Grupo TCS. En febrero de 2021, Tinkoff Bank ocupó el primer lugar en el ranking de los 50 principales bancos rusos, según The Banker, con un papel creciente de la banca en línea desde la pandemia de COVID-19. El 29 de marzo de 2021, Tinkoff Bank presentó una demanda ante el Tribunal de Arbitraje de Moscú. El banco acusó al operador de telefonía móvil MTS de establecer injustamente tarifas para el envío de SMS y exigió una compensación de más de mil millones de rublos. MTS rechazó las acusaciones. A finales de mayo se presentó una demanda similar, pero por 436,8 millones de rublos, contra otro operador de las tres grandes empresas rusas, VimpelCom. En la clasificación de Forbes de abril de 2021, Tinkoff Bank ocupó el quinto lugar entre los bancos rusos.
En octubre de 2021, Tinkoff lanzó la división de comercio electrónico Tinkoff Business, dirigida por Iliá Kretov, exdirector ejecutivo de eBay en Rusia. También en octubre de 2021, el Banco de Rusia le otorgó una licencia para la gestión de activos denominada Tinkoff Capital. Desde su fundación en junio de 2019, a "Tinkoff Capital" se le ha permitido administrar fondos de inversión, pensiones privadas y capital privado. En octubre de 2021, el capital neto de "Tinkoff Capital" se estimaba en 30 000 millones de dólares. En el mismo mes, TCS Group, empresa matriz, fundó Tinkoff Global PTE en Singapur, compañía enfocada a mercados del Sudeste Asiático. Ese mismo mes, el Banco de Rusia se agregó Tinkoff Bank a la lista de instituciones de crédito de importancia sistémica como resultado del desarrollo del banco y de su base de clientes.

#### Sanciones
En marzo de 2022, Tinkoff Bank fue excluida del comercio mundial en cumplimiento de las sanciones impuestas a Rusia por la invasión de Ucrania. La Unión Europea adoptó sanciones contra el banco en su décimo paquete de sanciones en febrero de 2023. Igualmente, Estados Unidos adoptó sanciones contra el banco en julio de 2023. Por su parte, en diciembre de 2023, el Reino Unido sancionó al banco prohibiendo las relaciones de corresponsalía bancaria.
Debido al colapso del rublo provocado por las sanciones económicas extranjeras en 2022, se produjo una fallo en el sistema del banco que fue aprovechado por muchos de sus clientes. A fines de febrero de 2022, alrededor de mil clientes del Tinkoff Bank cambiaron primero rublos por libras esterlinas y luego por dólares, comprando así dólares por solo 88 rublos, cuando su precio real era de 150 rublos. Esto provocó una serie de demandas entre Tinkoff y sus clientes de divisas.
En enero de 2024, Tinkoff Bank decidió mudarse a Rusia debido a las sanciones contra el banco, así como por el hecho de que, según las leyes rusas, el banco (empresa del Grupo TCS) tenía sede en un Estado "hostil". Según el director del banco Stanislav Bliznyuk, en Rusia la empresa TCS Group se registrará en la isla Russky, en el Lejano Oriente. Esta es una de las dos llamadas offshore rusas en cuyos territorios se aplica una tributación preferencial.

## Patrocinador
De 2006 a 2008, Tinkoff fue patrocinador del Tinkoff Credit Systems, equipo ciclista que participa en los Circuitos Continentales UCI. En junio de 2012, Tinkoff se convirtió en copatrocinador del nuevo Equipo Tinkoff, antes llamado Saxo Bank-Tinkoff Bank, Saxo-Tinkoff, Tinkoff-Saxo y Tinkoff. Desde 2016, Tinkoff Bank se convirtió en el único patrocinador del equipo ciclista.
De febrero de 2020 a mayo de 2022, Tinkoff fue el patrocinador principal de la Liga Premier de Rusia.
En el verano de 2023, el banco anunció el lanzamiento de una universidad privada según el modelo STEM (Ciencia, Tecnología, Ingeniería, Matemáticas). La institución educativa está diseñada para 500 estudiantes. Al finalizar la licenciatura, recibirán diplomas estatales. La primera inscripción estaba prevista para el otoño de 2024. En julio de 2023, la universidad recibió licencia del gobierno estatal.